# Mathieu Boogaerts (album)
Albums de Mathieu Boogaerts
Mercredi ! À la Java ! Mathieu Boogaerts !
Mathieu Boogaerts est le sixième album de Mathieu Boogaerts, sorti le lundi 1er octobre 2012.
Le matériau de cet album provient de 34 rendez-vous réguliers qui ont eu lieu le mercredi au club parisien "La Java". Ces sessions lives avaient été sortie sur disque, en 2010 (Mercredi ! À la Java ! Mathieu Boogaerts !).
Dix-huit titres ont été écrits pour cet album, mais seuls douze ont été conservés.

## Musiciens
- Guitare, piano, piano électrique, kayamb, voix : Mathieu Boogaerts[2]
- Basse : Zaf Zapha
- Batterie : Fabrice Moreau
- Euphonium, flugabone, bugle : Anthony Caillet
- Chœurs : Luce
- Orgue et piano sur "Sylvia" : Albin de la Simone

- Pochette : M/M

## Titres
| No  | Titre                      | Durée |
| --- | -------------------------- | ----- |
| 1.  | Avant que je m'ennuie      | 3:33  |
| 2.  | Je sais                    | 2:48  |
| 3.  | On dirait qu'ça pleut      | 3:17  |
| 4.  | Un peu trop près d'la lune | 3:23  |
| 5.  | Sylvia                     | 3:28  |
| 6.  | J'entends des airs         | 2:59  |
| 7.  | Ton cauchemar              | 2:27  |
| 8.  | Petit a petit b            | 3:07  |
| 9.  | Paloma                     | 2:41  |
| 10. | Une berceuse               | 2:23  |
| 11. | Minuit                     | 2:44  |
| 12. | Mon rendez-vous            | 4:32  |